# Fiebre de la plata en Chile
Entre 1830 y 1850 la minería de la plata en Chile creció a un ritmo sin precedentes que transformó la minería en una de las principales fuentes de riqueza del país. La fiebre provocó una rápida expansión demográfica, de infraestructura y económica en las montañas semiáridas del Norte Chico, donde se encuentran los depósitos de plata. Varios chilenos hicieron grandes fortunas con las prisas e hicieron inversiones en otras áreas de la economía de Chile. En la década de 1850, la fiebre estaba en declive y la lucrativa minería de plata definitivamente terminó en la década de 1870. Al mismo tiempo, la actividad minera en Chile se reorientaba hacia las operaciones de salitre.

## Antecedentes
Los placeres de oro de fueron explotados por los españoles en el siglo XVI tras su llegada en el mismo siglo. Sin embargo, solo después de la independencia en el siglo XIX la minería volvió a cobrar protagonismo entre las actividades económicas de Chile. Tras el descubrimiento de plata en Agua Amarga (1811) y Arqueros (1825), se prosiguieron exhaustivamente las montañas del Norte Chico al norte de La Serena.

## Ciclo de crecimiento

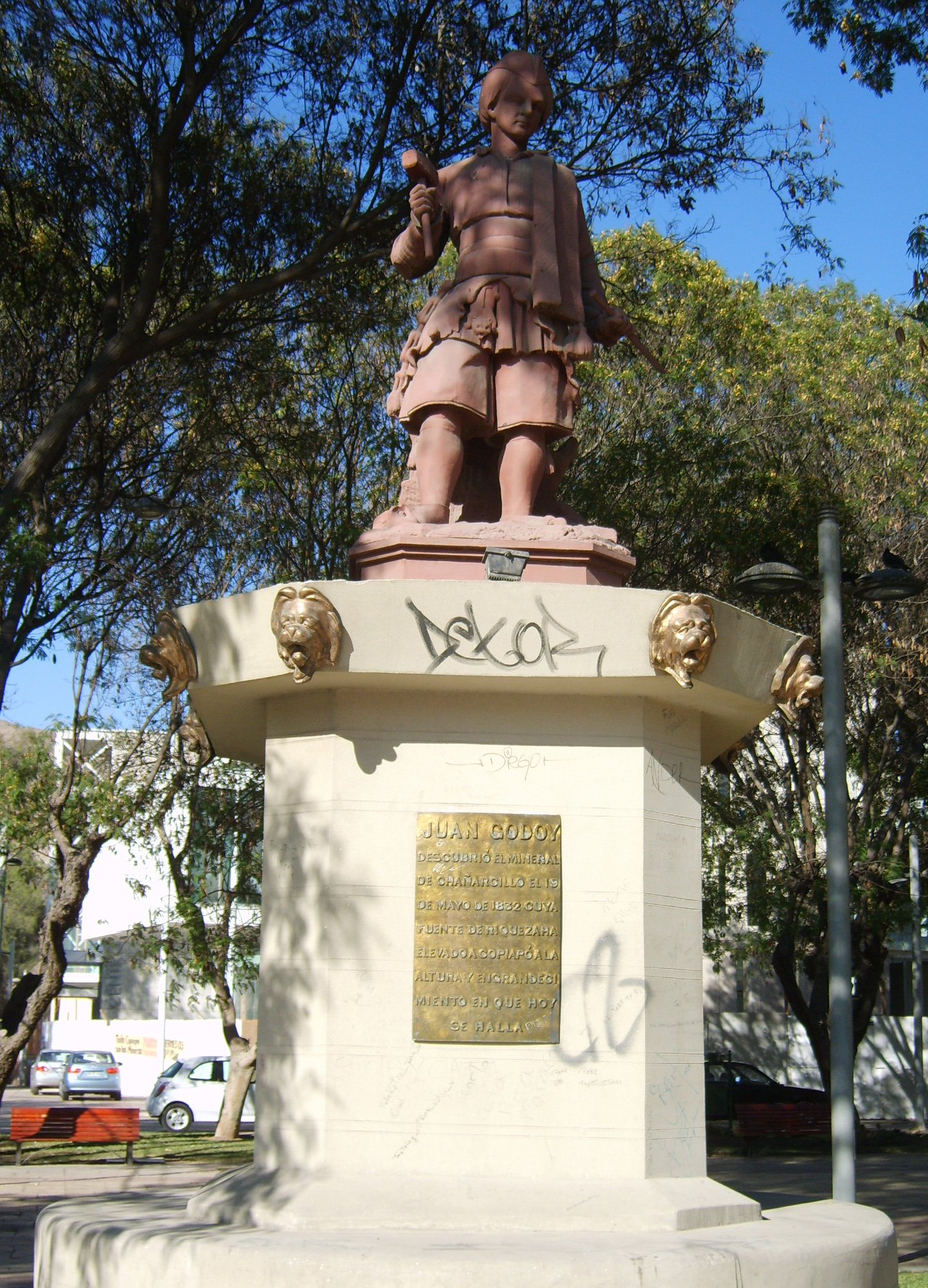
Estatua de Juan Godoy en Copiapó

El 16 de mayo de 1832, el prospector Juan Godoy encontró un afloramiento de plata (reventón) 50 km al sur de Copiapó en Chañarcillo. Según el folclore, Godoy fue guiado a las riquezas de Chañarcillo por un alicanto, ave mitológica. Godoy reclamó con éxito el afloramiento descubierto en su nombre y el nombre de José Godoy y Miguel Gallo. El hallazgo atrajo a miles de personas al lugar y generó una riqueza significativa. Durante el apogeo de Chañarcillo produjo más de 332 toneladas de mineral de plata hasta que los depósitos comenzaron a agotarse en 1874. Un asentamiento de 600 personas se multiplicó en Chañarcillo, lo que llevó al establecimiento de un sistema de vigilancia para evitar desórdenes y robos de mineral. El asentamiento evolucionó con el tiempo hasta convertirse en un pueblo llamado Juan Godoy que llegó a tener plaza, escuela, mercado, hospital, teatro, estación de ferrocarril, iglesia y cementerio.
Después del descubrimiento de Chañarcillo, se encontraron muchos otros minerales cerca de Copiapó hasta bien entrada la década de 1840. Los numerosos hallazgos dieron lugar a que el juzgado de Copiapó recibiera numerosos denuncios. En 1848, se descubrió otro gran depósito de mineral en Tres Puntas, lo que provocó una nueva fiebre.
Copiapó experimentó un gran crecimiento demográfico y urbanístico durante la fiebre de la plata. La ciudad se convirtió en un centro de comercio y servicios de un gran distrito minero. En 1851, Copiapó estaba conectada por un ferrocarril a Caldera, su principal puerto de exportación. La zona minera creció lentamente hacia el norte hasta convertirse en la difusa frontera con Bolivia. La agricultura en el Norte Chico también se expandió como consecuencia de la fiebre de la plata.

## Secuelas
Para 1855, Copiapó ya estaba en decadencia. Al final de la fiebre de la plata, los ricos mineros habían diversificado sus activos en la banca, agricultura, y comercio en todo Chile. Ejemplo de esto es el magnate de la minería de la plata Matías Cousiño, quien inició operaciones de la minería de carbón en la sureña ciudad de Lota en 1852, transformando rápidamente la ciudad, de ser una zona fronteriza escasamente poblada a mediados del siglo XIX, en un gran centro industrial.
En 1870, unos 1570 mineros trabajaban en las minas de Chañarcillo; sin embargo, las minas se agotaron en 1874 y la minería terminó en 1888 después de que las minas se inundaron. A pesar de esto, Chañarcillo fue el distrito minero más productivo del Chile del siglo XIX.
Un último gran descubrimiento de plata ocurrió en 1870 en Caracoles en territorio boliviano adyacente a Chile. Además de ser descubierto por chilenos, el mineral también fue extraído con capital y mineros chilenos.